# Vinska Gorica
Vinska Gorica – wieś w Słowenii, w gminie Dobrna. W 2018 roku liczyła 166 mieszkańców.